# Apotropina viduata
Apotropina viduata är en tvåvingeart som först beskrevs av Ignaz Rudolph Schiner 1868.  Apotropina viduata ingår i släktet Apotropina och familjen fritflugor. Inga underarter finns listade i Catalogue of Life.